# Discografia degli A Perfect Circle
La discografia degli A Perfect Circle, gruppo musicale rock alternativo statunitense, comprende quattro album in studio, tre dal vivo, una raccolta, due EP ed oltre dieci singoli, pubblicati tra il 2000 e il 2024.

## Album

### Album in studio
| Anno                                                                          | Titolo | Classifiche | Classifiche | Classifiche | Classifiche | Classifiche | Classifiche | Classifiche | Classifiche | Classifiche | Classifiche | Classifiche | Certificazioni                                         |
| Anno                                                                          | Titolo | USA         | AUS         | CAN         | ITA         | FRA         | GER         | NLD         | NZ          | NOR         | SWE         | UK          | Certificazioni                                         |
| ----------------------------------------------------------------------------- | --- | ----------- | ----------- | ----------- | ----------- | ----------- | ----------- | ----------- | ----------- | ----------- | ----------- | ----------- | ------------------------------------------------------ |
| 2000                                                                          | Mer de Noms - Pubblicato: 23 maggio 2000 - Etichetta: Virgin - Formati: CD, LP, MC, download digitale, streaming        | 4           | 2           | 5           | —           | —           | 55          | 81          | 2           | 32          | 54          | 55          | - AUS: Oro - CAN: Platino - UK: Argento - USA: Platino |
| 2003                                                                          | Thirteenth Step - Pubblicato: 16 settembre 2003 - Etichetta: Virgin - Formati: CD, LP, MC, download digitale, streaming | 2           | 3           | 1           | 11          | 41          | 11          | 17          | 1           | 7           | 17          | 37          | - AUS: Oro - CAN: Oro - NZ: Oro - USA: Platino         |
| 2003                                                                          | Emotive - Pubblicato: 2 novembre 2004 - Etichetta: Virgin - Formati: CD, LP, MC, download digitale, streaming           | 2           | 8           | 5           | 31          | 61          | 33          | 46          | 2           | 18          | —           | 80          | - CAN: Oro - USA: Oro                                  |
| 2018                                                                          | Eat the Elephant - Pubblicato: 20 aprile 2018 - Etichetta: BMG - Formati: CD, LP, download digitale, streaming          | 3           | 2           | 3           | 7           | 38          | 2           | 12          | 3           | 8           | 18          | 12          |                                                        |
| "—" indica una pubblicazione non classificata o non pubblicata in quel Paese. | |             |             |             |             |             |             |             |             |             |             |             |                                                        |

### Album di remix
| Anno | Titolo | Classifiche | Certificazioni            |
| Anno | Titolo | USA         | Certificazioni            |
| ---- | --- | ----------- | ------------------------- |
| 2004 | Amotion - Pubblicato: 16 novembre 2004 - Etichetta: Virgin - Formati: CD+DVD, download digitale, streaming | 57          | - CAN: Oro - USA: Platino |

### Album dal vivo
| Anno | Titolo |
| ---- | --- |
| 2013 | A Perfect Circle Live: Featuring Stone and Echo - Pubblicato: 26 novembre 2013 - Etichetta: A Perfect Circle Entertainment - Formati: 5 CD+DVD, download digitale, streaming |
| 2024 | Cinquanta (con Failure e Puscifer) - Pubblicato: 22 marzo 2024 - Etichetta: Puscifer Entertainment - Formati: 2 CD, 2 LP                                                     |
| 2025 | Sessanta Live (con Primus e Puscifer) - Pubblicato: 24 aprile 2025 - Etichetta: Puscifer Entertainment - Formati: 4 LP                                                       |

### Raccolte
| Anno | Titolo | Classifiche | Classifiche | Classifiche | Classifiche |
| Anno | Titolo | USA         | US Alt.     | US Rock     | UK Rock     |
| ---- | --- | ----------- | ----------- | ----------- | ----------- |
| 2013 | Three Sixty - Pubblicato: 19 novembre 2013 - Etichetta: Virgin - Formati: CD, download digitale, streaming | 38          | 7           | 13          | 32          |

## Extended play
| Anno | Titolo |
| ---- | --- |
| 2009 | Deep Cuts - Pubblicato: 7 aprile 2009 - Etichetta: Virgin - Formati: Download digitale, streaming                                                      |
| 2024 | Sessanta E.P.P.P. (con Primus e Puscifer) - Pubblicato: 29 marzo 2024 - Etichetta: Puscifer Entertainment - Formati: 12", download digitale, streaming |

## Singoli
| Anno | Titolo                               | Classifiche | Classifiche | Classifiche | Classifiche | Classifiche | Classifiche | Classifiche | Classifiche | Album di provenienza |
| Anno | Titolo                               | USA         | USA Alt.    | USA Main.   | USA Rock    | AUS         | NLD         | NZ          | UK          | Album di provenienza |
| --- | ------------------------------------ | ----------- | ----------- | ----------- | ----------- | ----------- | ----------- | ----------- | ----------- | -------------------- |
| 2000 | Judith                               | —           | 5           | 4           | x           | 25          | –           | 34          | 153         | Mer de Noms          |
| 2000 | 3 Libras                             | —           | 12          | 12          | x           | –           | –           | –           | 49          | Mer de Noms          |
| 2000 | The Hollow                           | —           | 17          | 14          | x           | 49          | –           | –           | 72          | Mer de Noms          |
| 2003 | Weak and Powerless                   | 61          | 1           | 1           | x           | –           | –           | –           | –           | Thirteenth Step      |
| 2004 | The Outsider                         | 79          | 5           | 3           | x           | –           | 69          | –           | –           | Thirteenth Step      |
| 2004 | Blue                                 | –           | 21          | 19          | x           | –           | –           | –           | –           | Thirteenth Step      |
| 2004 | Imagine                              | –           | 26          | 26          | x           | –           | –           | –           | –           | Emotive              |
| 2005 | Passive                              | –           | 14          | 14          | x           | –           | –           | –           | –           | Emotive              |
| 2013 | By and Down                          | –           | –           | 8           | –           | –           | –           | –           | –           | Three Sixty          |
| 2017 | The Doomed                           | –           | –           | 16          | 19          | –           | –           | –           | –           | Eat the Elephant     |
| 2018 | Disillusioned                        | –           | –           | –           | 21          | –           | –           | –           | –           | Eat the Elephant     |
| 2018 | So Long, and Thanks for All the Fish | –           | –           | 27          | 43          | –           | –           | –           | –           | Eat the Elephant     |
| "—" indica una pubblicazione non classificata o non pubblicata in quel Paese. "×" indica una classifica non ancora esistente |                                      |             |             |             |             |             |             |             |             |                      |

## Altri brani entrati in classifica
| Anno | Titolo   | Classifiche | Classifiche | Album di provenienza |
| Anno | Titolo   | USA Main.   | USA Rock    | Album di provenienza |
| ---- | -------- | ----------- | ----------- | -------------------- |
| 2018 | TalkTalk | 17          | 28          | Eat the Elephant     |

## Videografia

### Video musicali
| Anno | Titolo                                                    | Regista/i                                |
| ---- | --------------------------------------------------------- | ---------------------------------------- |
| 2000 | Judith                                                    | David Fincher                            |
| 2001 | 3 Libras                                                  | Paul Hunter                              |
| 2002 | Thinking of You                                           | Steven Grasse                            |
| 2003 | Weak and Powerless                                        | Fratelli Strause                         |
| 2004 | The Outsider                                              | Steven Grasse, Mark Kohr                 |
| 2004 | Blue                                                      | Joseph Perez                             |
| 2004 | Counting Bodies like Sheep to the Rhythm of the War Drums | Nick Paparone, Paul Thiel, Steven Grasse |
| 2004 | Imagine                                                   | Gerald Casale                            |
| 2005 | Passive                                                   | Fratelli Strause                         |
| 2013 | By and Down (Live at Red Rocks)                           | Adam Rothlein                            |
| 2017 | The Doomed                                                | Jeremy Danger, Travis Shinn              |
| 2018 | Disillusioned                                             | Alex Howard                              |
| 2018 | So Long, and Thanks for All the Fish                      | Kyle Cogan                               |